# Kotulor
Kotulor (Cotula) är ett släkte av korgblommiga växter. Kotulor ingår i familjen korgblommiga växter.
Arten kotula som introducerats i Sverige har pekats ut som ny invasiv art på Öland, dock ännu ej av svenska myndigheter och den har funnits länge i Danmark.

## Bildgalleri

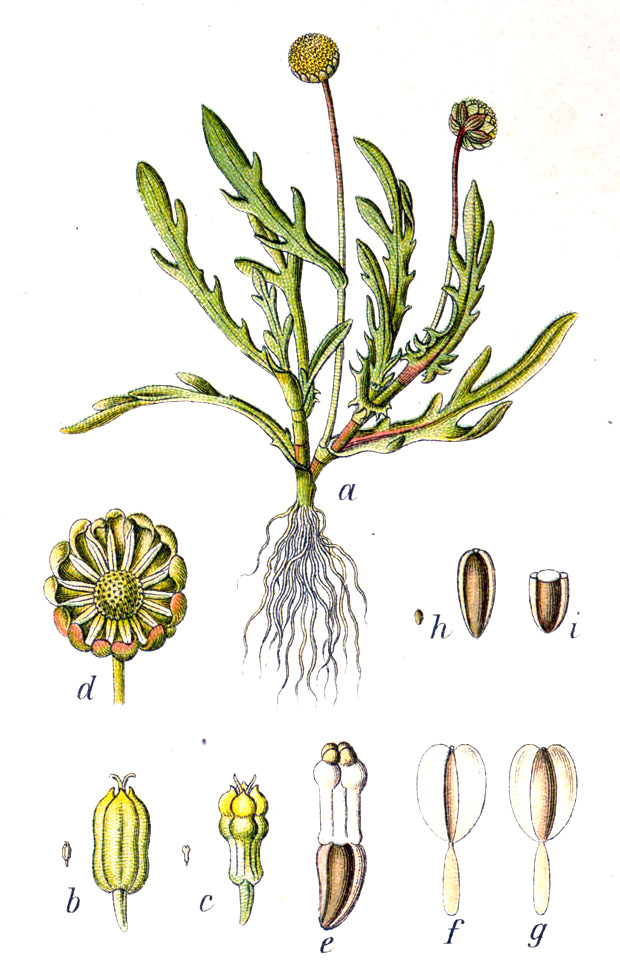
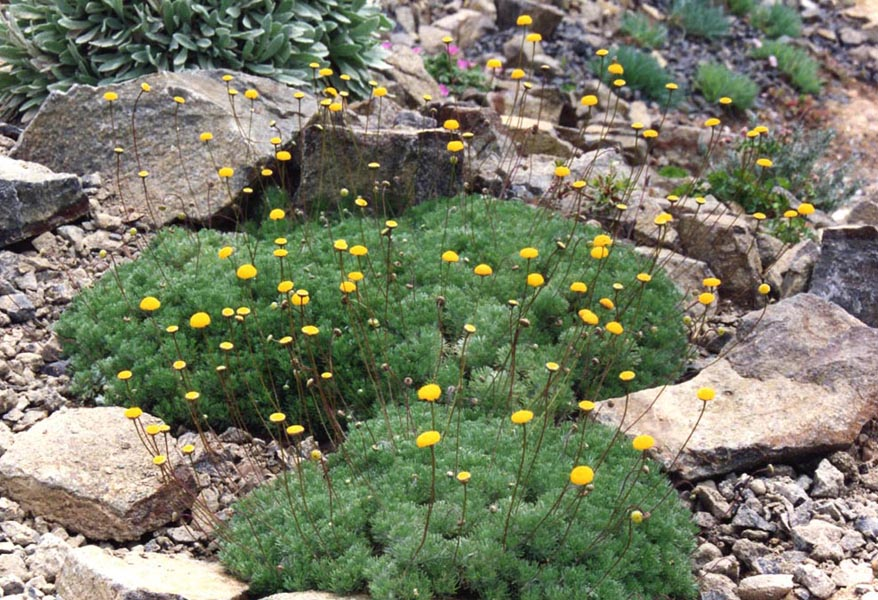
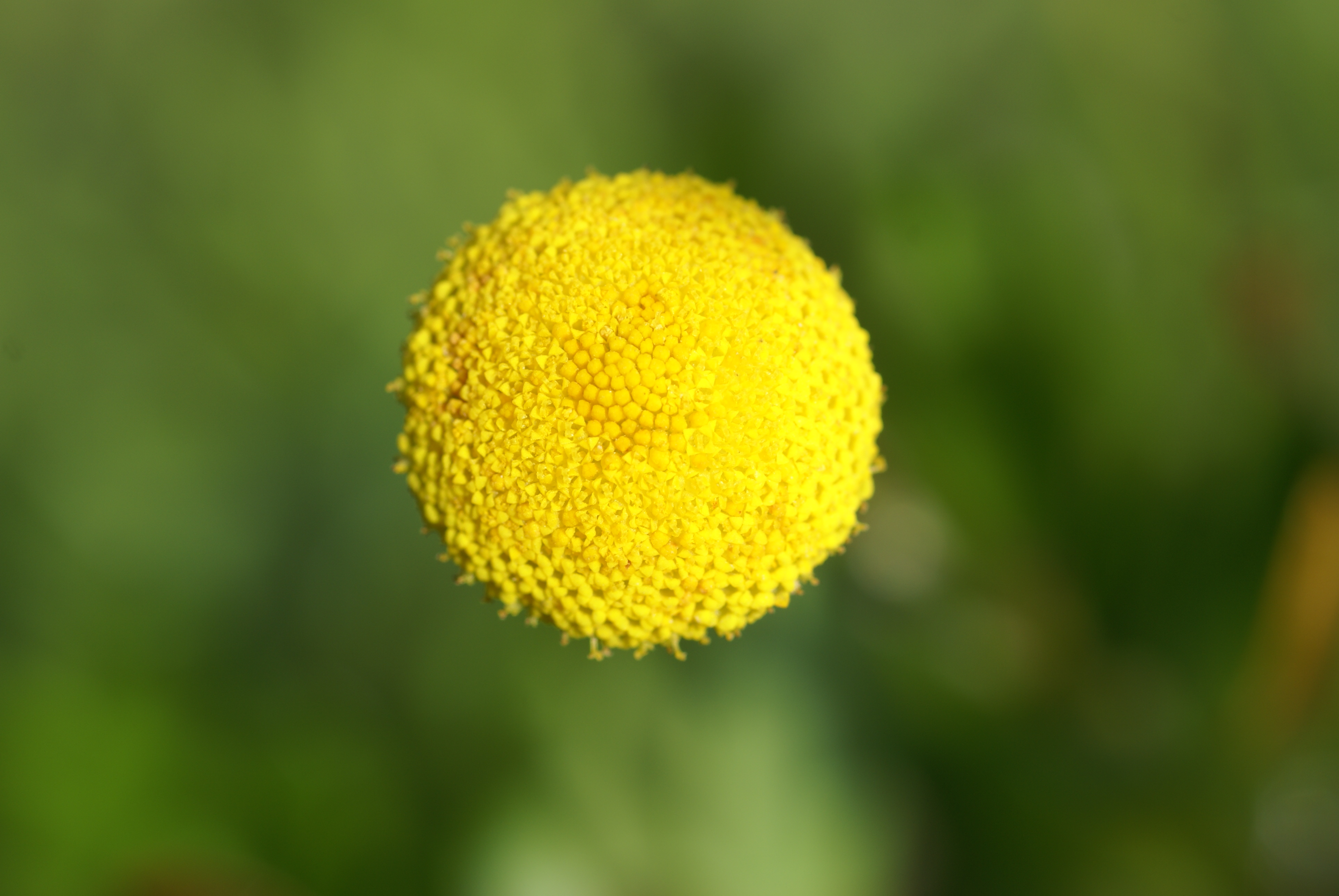
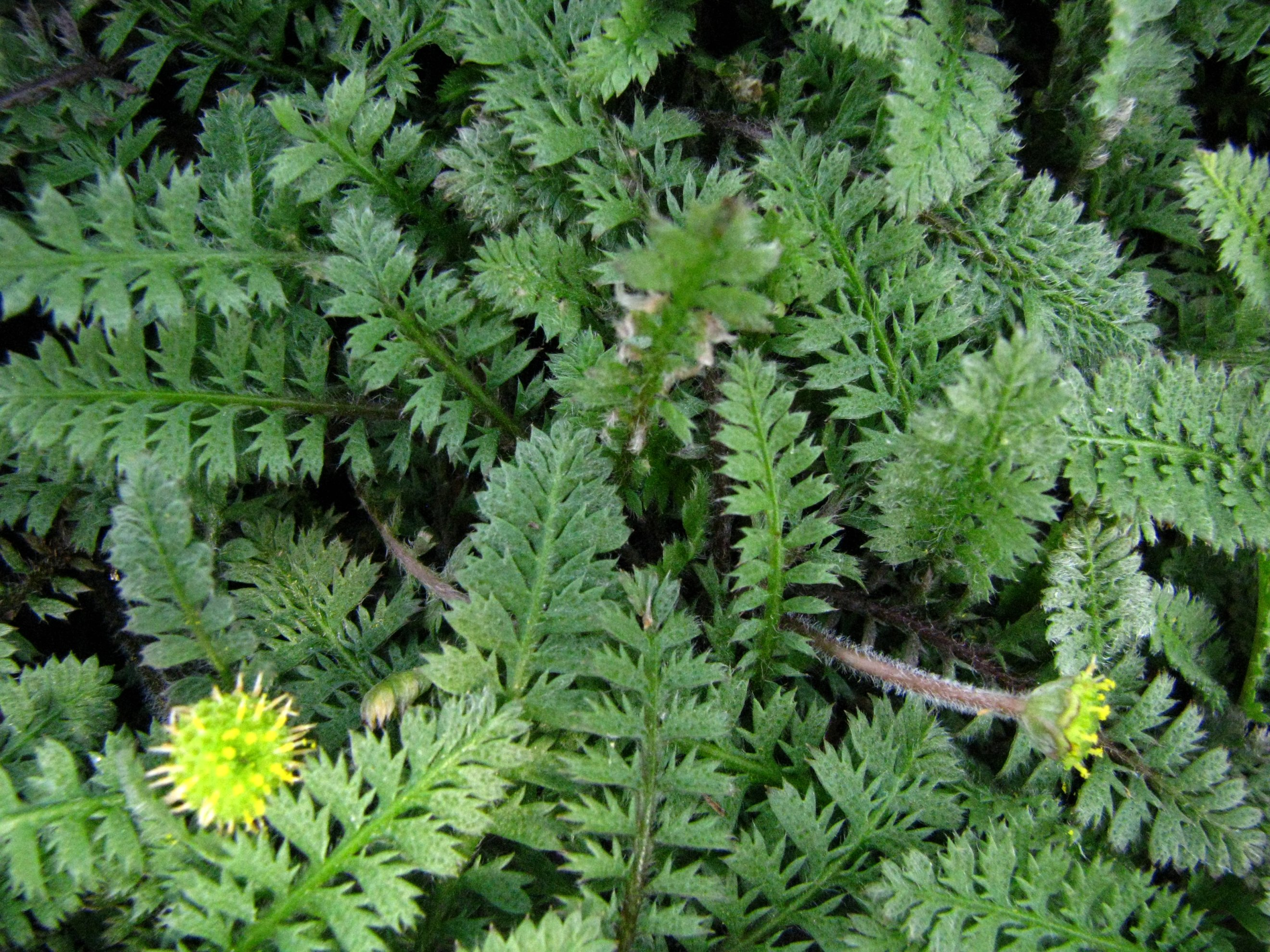
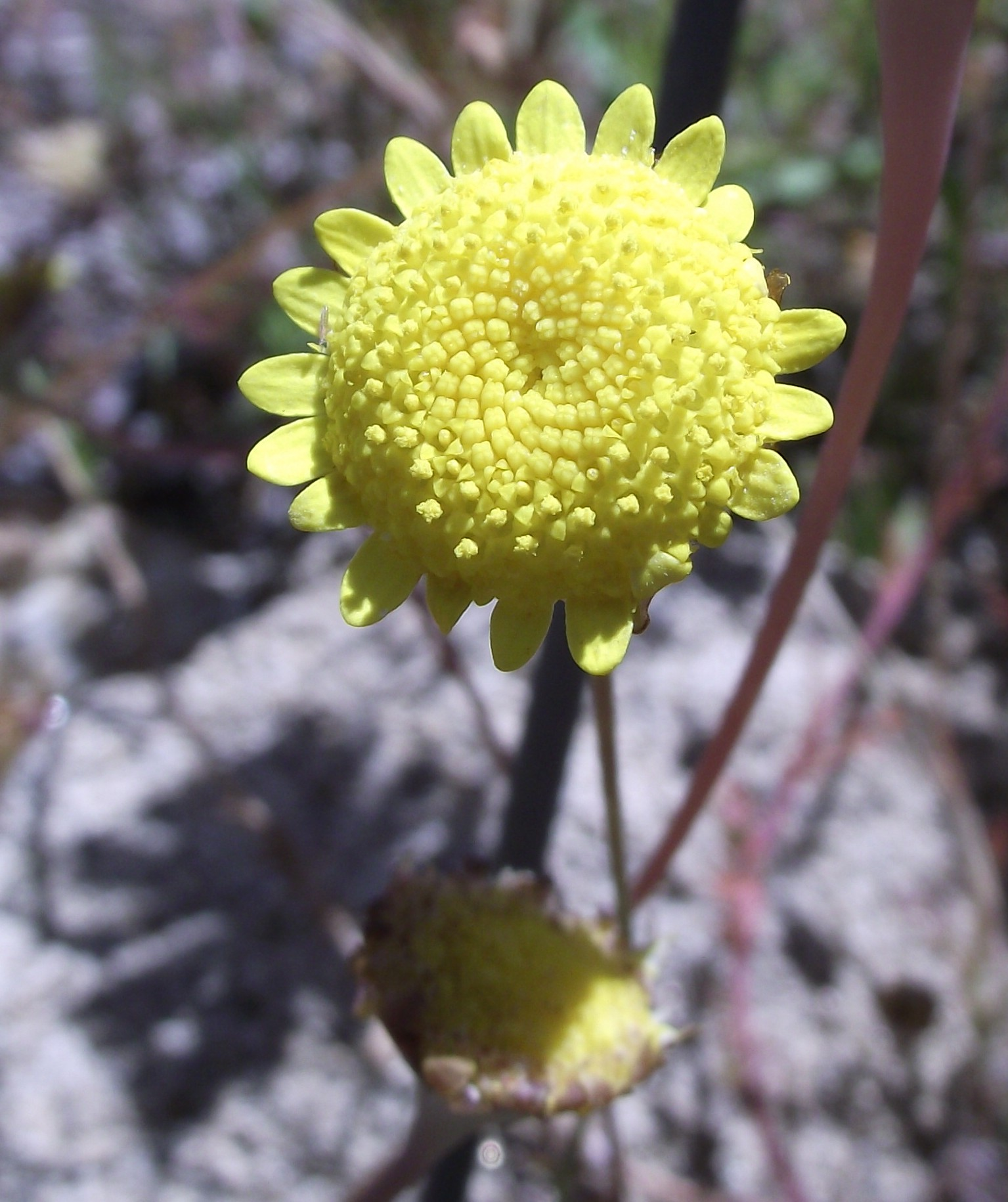
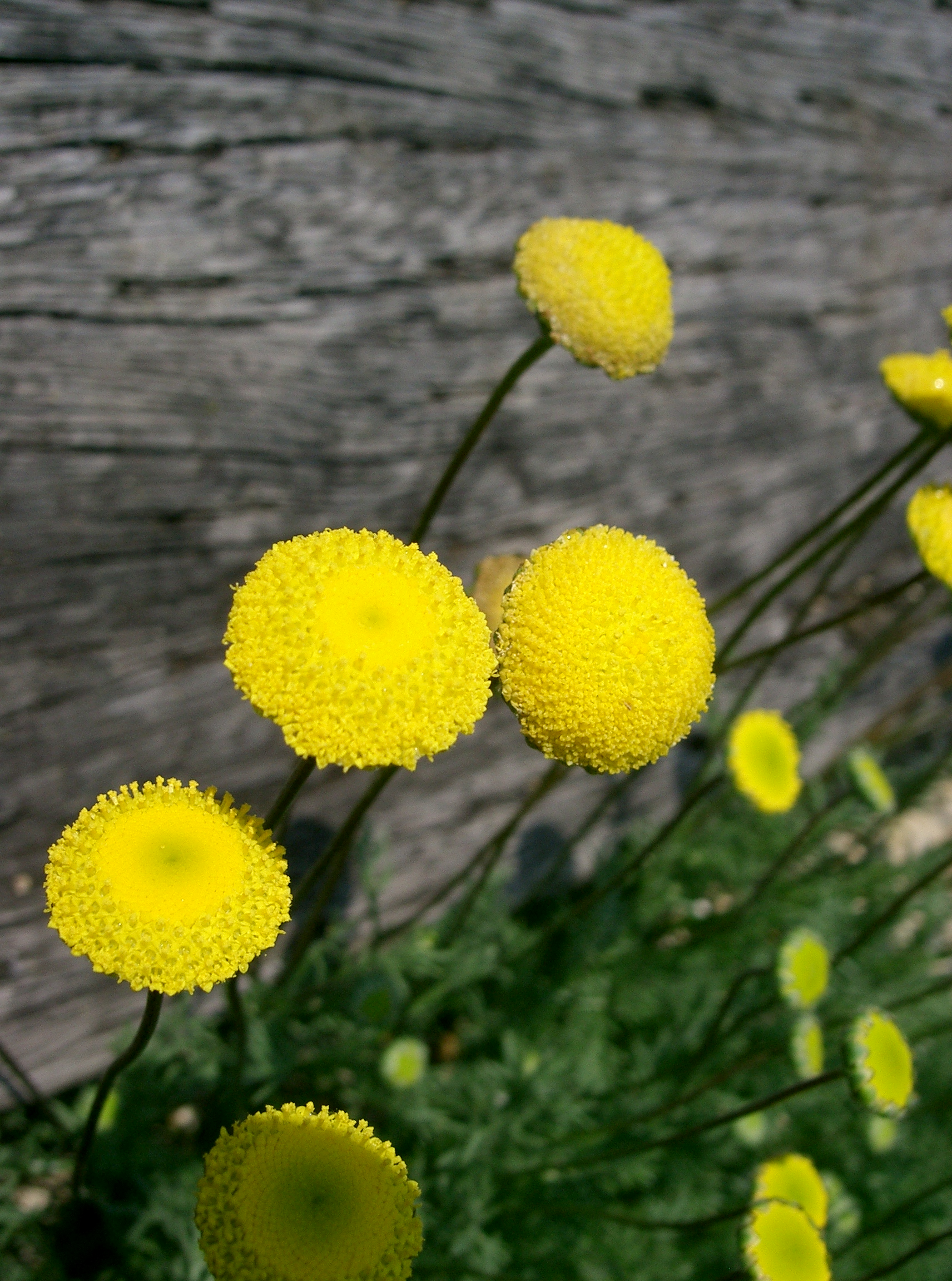

## Dottertaxa till Kotulor, i alfabetisk ordning[1]
- Cotula abyssinica
- Cotula alpina
- Cotula andreae
- Cotula anthemoides
- Cotula aurea
- Cotula australis
- Cotula barbata
- Cotula bipinnata
- Cotula bracteolata
- Cotula burchellii
- Cotula ceniifolia
- Cotula chamaemelifolia
- Cotula cinereum
- Cotula coronopifolia
- Cotula cotuloides
- Cotula cryptocephala
- Cotula dielsii
- Cotula duckittiae
- Cotula eckloniana
- Cotula elongata
- Cotula filifolia
- Cotula goughensis
- Cotula gymnogyne
- Cotula hemisphaerica
- Cotula heterocarpa
- Cotula hispida
- Cotula laxa
- Cotula leptalea
- Cotula lineariloba
- Cotula loganii
- Cotula macroglossa
- Cotula mariae
- Cotula melaleuca
- Cotula membranifolia
- Cotula mexicana
- Cotula microglossa
- Cotula montana
- Cotula moseleyi
- Cotula myriophylloides
- Cotula nigellifolia
- Cotula nudicaulis
- Cotula paludosa
- Cotula paradoxa
- Cotula pedicellata
- Cotula pedunculata
- Cotula pterocarpa
- Cotula pusilla
- Cotula radiata
- Cotula radicalis
- Cotula reptans
- Cotula rosea
- Cotula sericea
- Cotula socialis
- Cotula sororia
- Cotula squalida
- Cotula tenella
- Cotula thunbergii
- Cotula turbinata
- Cotula villosa
- Cotula vulgaris
- Cotula zeyheri